# وجيه ياغي
وجيه ياغي (وُلد في 1945 في المسمية، عسقلان – ) لاجئ ونائب تشريعي سابق وشيخ فلسطيني غادر عام 1948 نتيجة حرب النكبة إلى غزة، وهو عضو في المجلس الوطني الفلسطيني بمنظمة التحرير الفلسطينية.

## النشأة والتحصيل العلمي
وُلد وجيه خليل ياغي عام 1945 في قرية المسمية بقضاء عسقلان. لكنه بعد حرب النكبة اضطر إلى الهجرة إلى مدينة غزة. التحق الشيخ وجيه بالمدرسة الابتدائية للاجئين وأكمل دراسته الابتدائية فيها عام 1956 ثم التحق بمدرسة يافا الثانوية حيث أنهى دراسته الثانوية فيها عام 1963. أكمل تحصيله العلمي إذ حصل على شهادة الدبلوم من معهد المعلمين في مصر. وبعدها من كلية الشريعة بالخليل. التحق للدراسة الجامعية في الجامعة الإسلامية في مدينة غزة وحصل منها على شهادة البكالوريوس في الشريعة الإسلامية عام 1983، ثم التحق بكلية التربية الحكومية وحصل منها على دبلوم التربية عام 1992.

## الحياة العملية
عمل عام 1966م مدرسًا في كلية غزة مدة ثلاث سنوات، ثم التحق بمدارس وكالة غوث وتشغيل اللاجئين الفلسطينيين في قطاع غزة واستمر فيها قرابة 28 عامًا حيث استقال لترشيح نفسه لانتخابات المجلس التشريعي الفلسطيني 1996 حيث اُنتخب عضوًا في المجلس التشريعي الفلسطيني بعد الانتخابات العامة الفلسطينية عام 1996 حيث حصل على 31,648 صوتًا في دائرة محافظة غزة.
انتخب رئيسًا لرابطة علماء فلسطين لفرع قطاع غزة في عام 1995.